# David Greilsammer
Pour les articles homonymes, voir Greilsamer.
David Greilsammer, né le 10 août 1977 à Jérusalem est un pianiste et chef d'orchestre israélien, dont la vie se partage entre Paris, Genève et Medellín. 

## Biographie

### Jeunesse et formation
David Greilsammer est né à Jérusalem. Il est l'un des cinq fils du politologue Ilan Greilsammer et de l'historienne Myriam Greilsammer. Il commence ses études de musique à l'âge de six ans au Conservatoire Rubin de Jérusalem. Il a étudié à la Juilliard School de New York, dans la classe de la pianiste Yoheved Kaplinsky. Après des études de perfectionnement en piano et en direction d’orchestre à la Juilliard School, il étudie chez le pianiste américain Richard Goode à New York.

### Carrière musicale
En 2004, David Greilsammer fait ses débuts en tant que soliste au Lincoln Center à New York, une performance qui sera louée par le New York Times. Depuis, il est invité à se produire avec les grands orchestres d'aujourd'hui et dans les salles les plus prestigieuses du monde, comme le Wigmore Hall de Londres, le Suntory Hall de Tokyo, la Salle Pleyel et le Théâtre du Châtelet à Paris, et le Oriental Arts Center de Shanghai.
En 2009, David Greilsammer est également nommé directeur musical et chef de l’Orchestre de chambre de Genève. Il est aussi directeur artistique du Suedama Ensemble à New York, avec lequel il enregistre plusieurs albums dédiés à Mozart, l’un de ses compositeurs de prédilection. 
Depuis 2013, il est le directeur musical et artistique du Geneva Camerata, un orchestre atypique composé d'une quarantaine de musiciens talentueux de la nouvelle génération. L'ancien journaliste Jean-Philippe Rapp en assure la présidence. Basé à Genève, en Suisse, cet orchestre est reconnu pour ses projets innovants et ses spectacles multidisciplinaires inédits.
Depuis 2022, il est le chef d'orchestre attitré et le directeur musical de l'Orchestre philharmonique de Medellín en Colombie. 
Au fil des années, David Greilsammer s'est produit comme chef et comme soliste avec le BBC Philharmonic Orchestra, l’Orchestre symphonique de San Francisco, l'Orchestre philharmonique de Radio France, l'Orchestre symphonique métropolitain de Tokyo, l’Orchestre du Mozarteum de Salzbourg, le Hong Kong Sinfonietta, l’Orchestre national du Mexique, l’Orchestre symphonique d'Hambourg (de) et l’Orchestre symphonique de Pékin.
Ses récitals en solo, présentant toujours des programmes éclectiques et novateurs, ont été donnés au Concertgebouw d’Amsterdam, au Mostly Mozart Festival de New York, au Festival de Ravinia (en), au Kennedy Center de Washington, au Wigmore Hall de Londres, au Verbier Festival en Suisse, au Suntory Hall de Tokyo, à la Elbphilharmonie de Hambourg, au Centrel Culturel de Belém à Lisbonne, au Théâtre de la Cité Interdite à Pékin.

## Vision artistique et projets

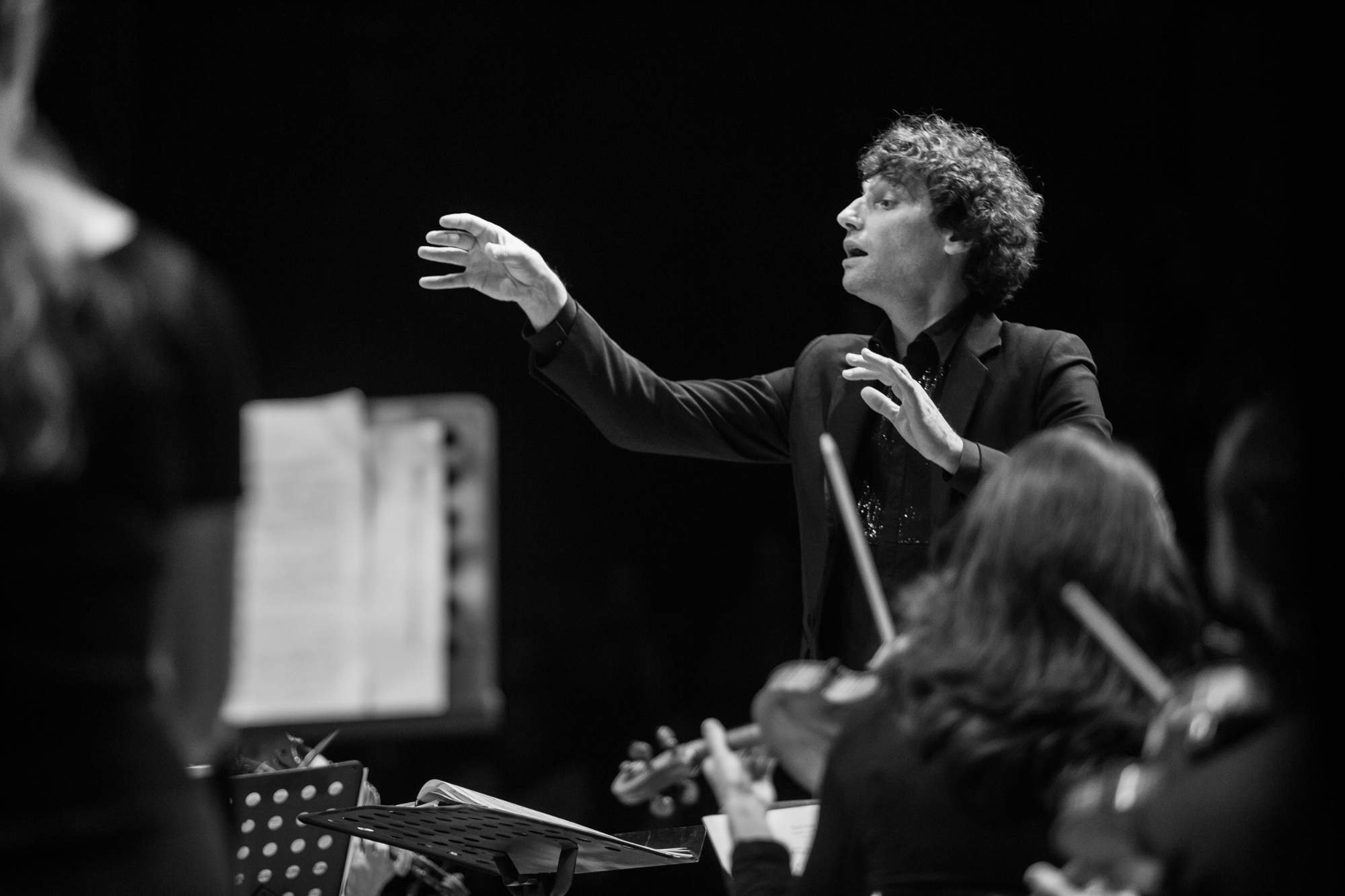
David Greilsammer avec le Geneva Camerata

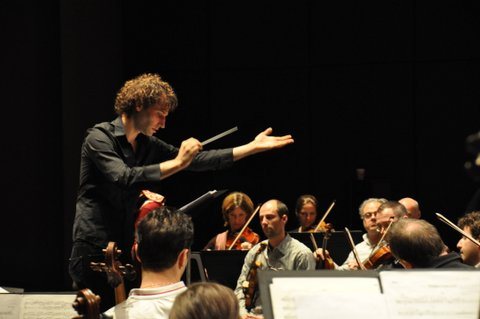
David Greilsammer conducting

David Greilsammer est passionné par la création, par l’innovation, et par les projets éclectiques. Il consacre une grande partie de sa carrière à décloisonner et à démocratiser la musique classique. Par ailleurs, il est reconnu pour ses interprétations de la musique de Mozart. En 2008, il a donné, dans l’espace d’une seule journée, l’intégrale des sonates pour piano de Mozart à Paris. Il a ensuite donné l’intégrale des sonates à nouveau au Verbier Festival et en tournée internationale. Depuis de longues années, il crée des liens inédits entre la musique baroque et la musique contemporaine, et il n’hésite pas à prendre des risques lors de ses concerts. Animé par la rencontre entre différentes genres et styles de musique, dont le jazz et les musiques du monde, il donne régulièrement des programmes de concerts atypiques, comme le récital Scarlatti / Cage, qu'il interprète simultanément sur piano et piano préparé. Souhaitant faire découvrir le monde de la musique classique à de nouveaux publics et aux jeunes, il crée chaque année des projets originaux qui mêlent théâtre, danse et musique.
En mai 2011, il signe un contrat avec Sony Classical et sort quatre album pour ce label. En 2020, il signe un contrat exclusif avec le label naïve et sort le disque “Labyrinth” qui est acclamé par le New York Times et d’autres journaux, magazines et chaînes de radio et télévision.

## Discographie
- Mozart, Early Piano Concertos - Suedama Ensemble, David Greilsammer piano et direction (2006, Vanguard Records).
- fantaisie_fantasme (2007, naïve)
- Mozart, Concertos nos 22 et 24 - Suedama Ensemble, David Greilsammer piano et direction (2009, naïve).
- Gershwin/Tansman/Boulanger - Concert en Live à la Salle Pleyel à Paris. Avec le Philharmonique de Radio-France (2010, naïve).
- Baroque Conversations (2011, Sony Classical)
- Mozart In-Between (2012, Sony Classical)
- Scarlatti:Cage:Sonatas (2014, Sony Classical)
- Sounds of Transformation, avec le Geneva Camerata et la pianiste de jazz Yaron Herman (2018, Sony Classical)
- Labyrinth (2020, naïve)

## Récompenses et distinctions
- Victoire de la Musique Classique, Révélation de l'année soliste instrumental, 2008[16]
- Mozart: Concertos de jeunesse, disque de l'année selon le Daily Telegraph, 2007[17]
- fantaisie_fantasme, « Choc » Le Monde de la musique[17]
- fantaisie_fantasme, disque de l'année, Sunday Times, 2008[17]
- fantaisie_fantasme, Prix Maestro, Pianiste, 2008[17]
- Baroque Conversations, Sélection Meilleurs albums classiques de l'année du New York Times, 2012[18]
- Mozart In-Between, Sélection Meilleurs albums classiques de l'année du New York Times, 2013[19]
- Scarlatti:Cage:Sonatas, "Un des dix plus importants événements musicaux de l'année", New York Times, 2014
- Scarlatti:Cage:Sonatas, Sélection "NPR Music's 25 Favorite Albums Of 2014 (So Far)", NPR, 2014[20]
- Sounds of Transformation, Sélection meilleurs albums classiques de janvier, Radio WQXR, 2018[21]
- Meilleure performance de l'année du New York Times pour "Dance of the Sun" avec Geneva Camerata, 2019
- Labyrinth, Sélection "The Best Music Of 2020: NPR Staff Picks", NPR, 2020[22]
- Labyrinth, Sélection "Top 10 classical music albums of 2020", The Boston Globe, 2020[23]
- Labyrinth, Sélection "10 best classical albums of 2020", Haaretz, 2020[24]
- Labyrinth, Sélection "The 25 Best Classical Music Tracks of 2020", The New York Times, 2020[25]